# Virgilio Calvo Sánchez
Virgilio Calvo Sánchez fue un abogado y político costarricense. Graduado en derecho de la Universidad de Columbia, fue diputado de la Asamblea Legislativa por el Partido Republicano para el período 1962-1966 y vicepresidente de la República en la administración de José Joaquín Trejos. Fue candidato presidencial independiente en 1970 postulado por el partido de su propia fundación el Frente Nacional.